# K.INOJO
K.INOJO（ケイ・イノジョー、1955年12月2日 - ）は、日本の映像作家・作詞家・音楽プロデューサー・ベーシスト。東京都出身、早稲田大学第一文学部抹籍。血液型B型。

## 略歴

### 映像作家として
アーティストのミュージック・ビデオ制作に始まり、数々のDVDの監督・撮影・編集を務め、企業系CMの映像監督・撮影・編集も数多く手掛ける。音楽・言葉・映像の3つを組み合わせた実験的映像作品を数多く制作。

### 作詞家として
大沢誉志幸、伊藤銀次、FENCE OF DEFENSE、THE STREET SLIDERS、UP-BEAT、田中一郎、TOPAZ、斉藤さおり、REACTION、井上大輔、CINDY、山下久美子、沢田研二、魚住弘樹、マクロス7、尾崎南、ハイスクール・オーラバスター（若木未生）、速水奨、バーチャファイター2などの作詞を手掛ける。言葉と映像を駆使したアイロニカルなSF的作品群を制作中。

### ベーシストとして
大沢誉志幸、沢田研二、田中一郎、安藤治彦、香奈、TOPAZなど数々のアーティストをサポート。

### 音楽プロデューサーとして
Flagman、DECEMBERS、Eddie Soundを手掛ける。

## 年譜
- 1981年

大沢誉志幸らと共に結成したバンド、クラウディ・スカイでビクター音楽産業よりメジャー・デビュー。
- 1986年

大沢誉志幸をはじめ、数多のアーティストの楽曲の作詞を手掛け始める（詳細前述）。
- 1987年

ベーシストとしても活動開始（詳細前述）。
- 1988年

沢田研二のバックバンドKrís Krínglに参加（～1989年）
- 1991年

初のソロアルバム『GOOD-BYE GERALDINE』(PARANOIZE LABEL)をリリース。
- 1993年

TV音楽番組／雑誌／ビデオ撮影&編集／制作プロデュースを始める。
- 2000年

関将（ギター）、今井智（ドラム）、高樹リオ（ボーカル）と『ロッカ★フランケンシュタイン』結成。
- 2006年

```
関将、
今井智
と
プログレッシブ・ロック
・バンド『螺旋』結成。
```

- 2012年 - 2016年

大澤誉志幸の「渡り鳥ツアー」に参加。
- 2015年

魚住弘樹をプロデュース。
- 2017年

万里村れいをプロデュース及びマネージメント。バンド『螺旋』再構築。
- 2018年

TOPAZ「CD BOOK」「ハイスクールオーラバスターCD+BOOK"Letters"／"Gate"」等の制作。
- 2019年

CD「Eddie SoundⅠ」、「[[ハイスクールオーラバスターCD+BOOK"アルケミック・エクソダス""千夜一夜の魔術師"」等の制作。
- 2020年

CD「Roko 1st」、「西村知恵／SEVENTH SENSE」、「DECEMBERS"ROCK DEADSTOCK vol.1"」、「Eddie SoundⅡ」、「ハイスクールオーラバスターCD+BOOK"緋色の糸の研究"／朗読劇CD"ロゴスの残響"」等の制作。様々な映像作品も制作。
- 2021年

映画及び音楽制作団体「フラッグマン」を立ち上げる。「DECEMBERS"ROCK DEADSTOCK vol.2"」、「Eddie SoundⅢ」、藤井"ヤクハチ"康一のウクレレソロアルバム「Ukulele Jive vol.1」、リアクションのフェアウェルアルバム等、様々な作品を制作。
- 2022年

青木庸和(作・編曲家)を誘い、テクノユニット：ダウトメン (Doubtmen)を結成。
K.INOJO(詩人・企画)と青木庸和(作・編曲家)の2人によるサウンドプロデュース＆テクノユニット：ダウトメン (Doubtmen)。散文詩やトースティングからなる不思議な作品群を構築。多彩なゲストをフィーチャーしてDJスタイルでの演奏、全国12箇所でのツアーを行う。「Doubtmen feat.まおせり(from 仮面女子)」として楽曲制作及びプロデュースを行い、2度のライブを行い好評を博す。Doubtmenとして様々な作品を制作。
- 2023年

「株式会社フラッグマン」設立。様々なアーティスト／女優／アイドルユニット等のプロデュースワークを行う。8月から歌姫：井出ちよのを迎えて「ダウトメンfeat.井出ちよの」としてライブ＆制作活動。10月27日から毎週金曜日24時～Xのスペースにて「K.INOJO 野戦病院」というプログラムを開始。12月14日、「マクロス7」トリビュート企画、その一環として福山芳樹、笠原弘子、yucat、ミ子、MASK OF GODDESS、うさぎのみみっく！！等をゲストに渋谷のクラブ「R LOUNGE」で「LIVE Doubtmen!!!(vol.1)」、CD「ダウトメンfeat.マクロス7」先行発売記念ライブを行う。冬のコミックマーケットに初参加。
- 2024年

1月1日にCD「ダウトメンfeat.マクロス7]]」発売。様々なプロデュースワーク／トークイベント等を行う。4月3日、バービーボーイズ(BARBEE BOYS)のいまみちともたか(g)、ミ子(violin)、石川武(per)、RYTHEMのyucat(加藤有加利)、仮面女子等の幅広いゲストを招いて「LIVE Doubtmen!!!(vol.2)」を渋谷CLUB QUATTROで開催。8月15日、「LIVE Doubtmen!!!(vol.3)」を大阪「バナナホール」で開催。アースシェイカーのMarcy、ボーカリストの石原慎一、声優の大林隆介、菅原正志、山﨑るい等をゲストにダウトメン初のオリジナルアルバム「ダウトメン サウンドブック(vol.1)」をエムカード(M-CARD)にて発売。11月23日、大阪で「LIVE Doubtmen!!!(vol.4)」夏と冬のコミックマーケット、大阪のコミックシティ(Comic City)に参加。
- 2025年

1月1日にCD『パトレイバーfeat.ダウトメン』のボーカル編と劇伴編の2枚を同時リリース。1月31日、CD『パトレイバーfeat.ダウトメン』リリースライブ「パトライブ」開催。3/28～4/13まで錦糸町マルイ7Fイベントスペース「POP UP SHOP」にてCD販売。5月5日には多彩なVTuberを集めて、秋葉原GALAXYにて「ダウトメンショーケース(vol.01)～世界はVTuberを待っている～」開催予定。

## 代表的な作詞・参加作品
- クラウディ・スカイ

「明日はきっとハレルヤ」
- 大沢誉志幸

「Dance To Christmas」「Serious Barbarian」「Serious Barbarian II」「The LEGEND」「TraXX -Yoshiyuki Ohsawa Single Collection-」「Celebrate Christmas ～& Friends Ⅲ～」
- 大澤誉志幸 with DIE「ケセラセラヴィ[1]」（from"ピンクスパイダー"）
- FENCE OF DEFENSE

```
「
FENCE OF DEFENCE
」「
FENCE OF DEFENSE II
」「
FENCE OF DEFENCE III
」「
FENCE OF DEFENSE IV RED ON LEAD
」「
FENCE OF DEFENSE V TIME
」「
RIDE
」「
SPEED OF LOVE
」「
BEST
」「
REUNITED & STARTING OVER
」「
パンゲア
」
```

- 山下久美子

「雨の日は家にいて」
「オール・タイム・ベストDin―Don―Dan」
- 伊藤銀次

「GET HAPPY」「Nature Boy」
- THE STREET SLIDERS

「天使たち」
- UP-BEAT

「inner ocean」
- 沢向要士THE BURST

「BURST OUT」
- REACTION

「REACTION」「TWIST & SHOUT」
- 井上大輔

「BLUE」
- GWINKO

「YESTERDAY TODAY FOREVER」「TEENAGE BEAT」
- 河田純子

「あしたげんきになぁれ」
- 斉藤さおり

「FOLLOW MY HEART」
- 沢田研二

「彼は眠れない」
- FUNKY HORROR BAND

「FUNKY HORROR BAND」「MAGICAL TRANCE-CIRCLE」
- 田中一郎

「HOBO」
- 渡辺信平

「VOICES」
- 西園まり

「NO-TIME」
- 由姫

「GIRL WITH NO NAME」
- CINDY

「DON'T BE AFRAID」
- TOPAZ

「S to M」
- 柳葉敏郎

「N」
- 尾崎南

「絶愛-1989-」「南條晃司／BRONZE」「灼熱夏 絶愛-1989- Version2」「絶愛 DRAMA MIX 1993」「BRONZE ENDMAX 〜南條晃司/渇愛××93」「BRONZE -Cathexis KOJI NANJO」「BRONZE zetsuai since 1989」
- ハイスクール・オーラバスター（若木未生）

「オリジナルアルバム I」「オリジナルアルバム II END OF SILENCE」「オリジナルアルバムD-X 天冥の剣」「Vocal Collection "Treasures"」「REUNION-0 空葬の章」
- 米倉千尋

「Colours」
- GRAND SLAM

「EASY ACTION」
- WHAT'S UP

「WHAT'S UP」
- 速水奨

「Liaison」「ORDOVICES」「連鎖~Chaine」
- Closet Freak

「1G」
- バーチャファイター2

「Dancing Shadows」
.
- ディッセンバーズ (DECEMBERS)　シリーズ

「ロックデッドストック vol.1 (ROCK DEADSTOCK vol.1)」
「ロックデッドストック vol.2 (ROCK DEADSTOCK vol.2)」
.
- エディサウンド　シリーズ

「Eddie Sound 1」
「Eddie Sound 2」
「Eddie Sound 3」
.
- マクロス7／FireBomber
  - 「GALAXY NETWORK CHART Vol.1」「LET'S FIRE!!」「LIVE FIRE!!」「SECOND FIRE!!」「KARAOKE FIRE!!」「GALAXY NETWORK CHART Vol.2」「ACOUSTIC FIRE!!」「DYNAMITE FIRE!!」「ENGLISH FIRE!!」「RADIO FIRE!!」「ULTRA FIRE!!」「MACROSS THE TRIBUTE」「Re.FIRE!!」
- マクロスFB7／FireBomber
  - 「マクロスFB7 銀河流魂 オレノウタヲキケ!」主題歌::娘々FIRE!!〜突撃プラネットエクスプロージョン/ヴァージンストーリー」
  - 「マクロス30周年記念 超時空デュエット集 娘コラ」
- マクロスFB7／FireBomber
  - 「劇場版 マクロス7 銀河がオレを呼んでいる!」
  - 「マクロスFB7 オレノウタヲキケ! 」
- マクロス7／FireBomber 30周年記念シングル
  - 「マクロス7 30周年記念シングル「BURN! BURN! BURN!」」

.
- ダウトメン(Doubtmen)
  - 「ダウトメン feat.マクロス7 (MACROSS7)」
  - 「ダウトメン サウンドブック(vol.1)」
  - 「ダウトメン／アンダーグラウンド(vol.1)」
  - 「パトレイバーfeat.ダウトメン」（ソング編／インストゥルメンタル編）